# Fernando González Valenciaga
Fernando González Valenciaga, becenevén Nando, (Getxo, 1921. február 1. – 1988. január 3., Bilbao) spanyol-baszk labdarúgó, középpályás.

## Pályafutása
Karrierjét az akkor harmadosztályú Indautxuban kezdte 1940-ben. Mindössze egy év után leszerződtette Baszkföld legnagyobb és legsikeresebb klubja, az Athletic Club. Itt tizenkét évig játszott, ezalatt bajnoknak és négyszeres kupagyőztesnek mondhatta magát. 1952-ben Santanderbe szerződött, ahol még két évig játszott, majd visszavonult. Rövid ideig játékos-edzői szerepben is munkát vállalt a gárdánál.
A válogatottban 1947 és 1951 között összesen nyolc összecsapáson lépett pályára, valamint részt vett az 1950-es vb-n is.

## Sikerei, díjai
- Bajnok: 1942-43
- Kupagyőztes: 1942-43, 1943-44, 1944-45, 1949-50
- Szuperkupa-győztes: 1950